# Hugues Faidit
Hugues Faidit ou Defay est un prélat français né à une date indéterminée et mort en 1372. 

## Biographie
Hugues Faidit exerce la fonction d'évêque d'Orléans de 1364 à 1371 ; il est transféré en 1371 à Arras et y occupe le poste d'évêque jusqu'en 1391.